# 卢汉云南起义

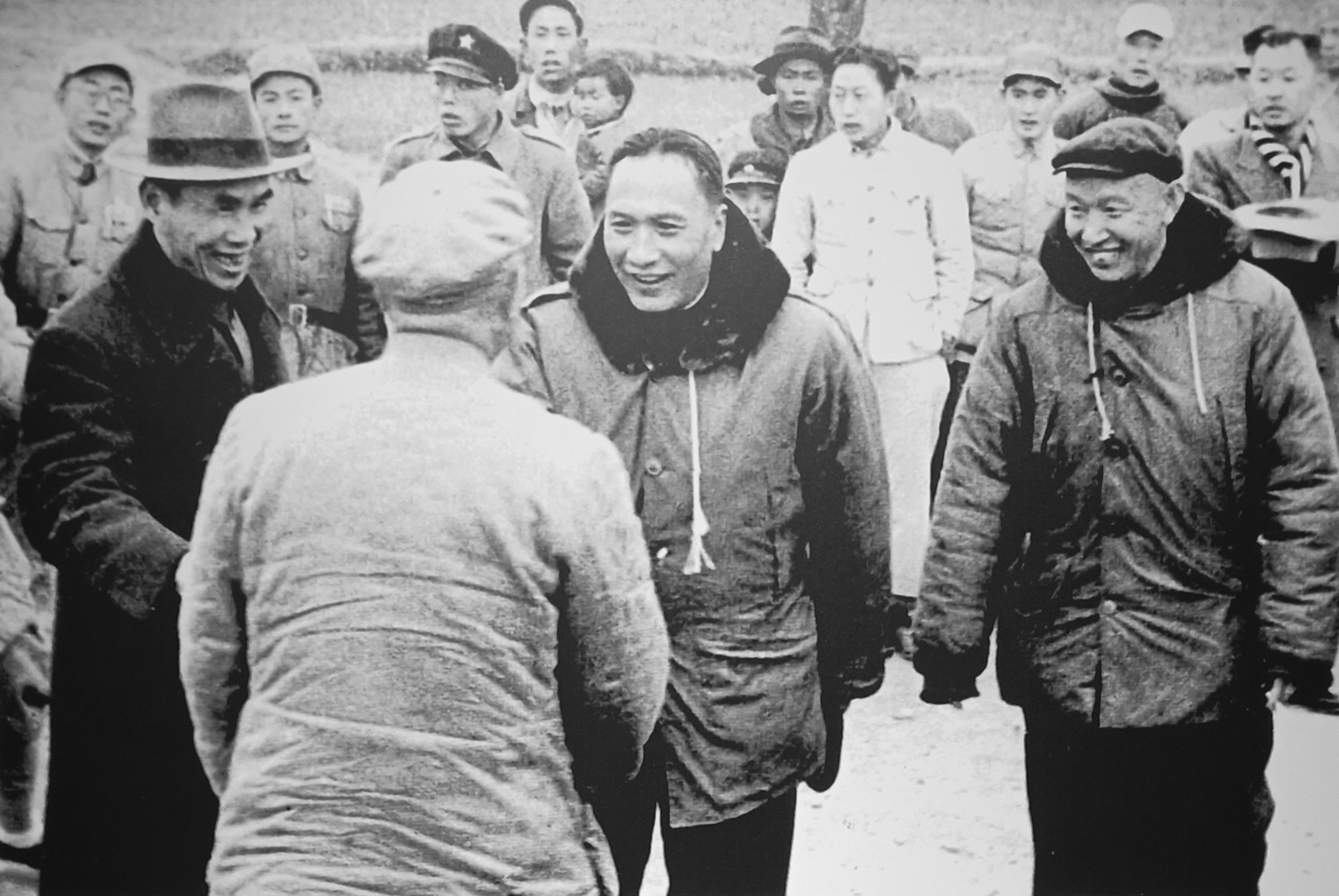
卢汉迎接解放军进驻昆明，1950年2月20日

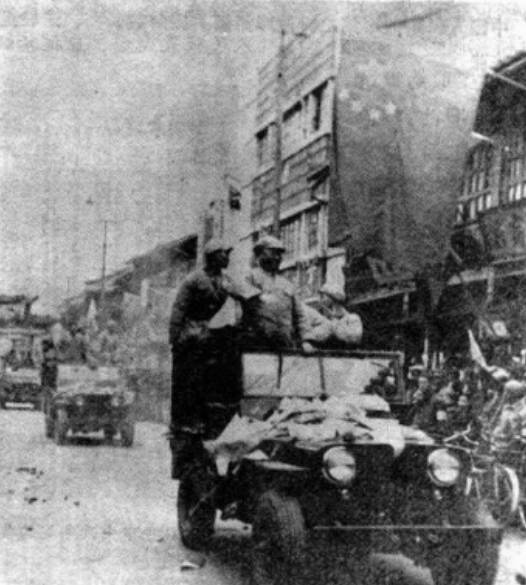
陈赓乘车带领解放军进入昆明

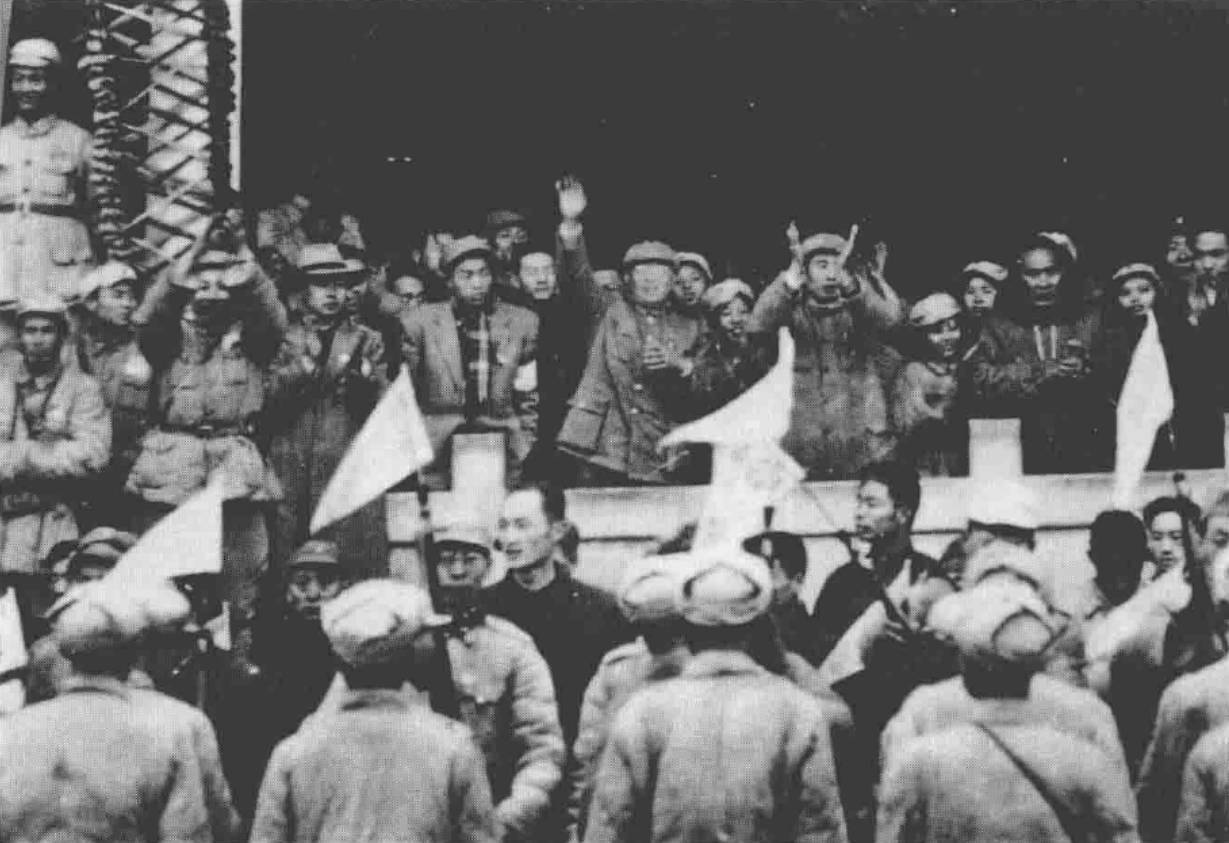
解放军进驻昆明后的各界人士欢迎大会，主席台前排右起分别为卢汉、宋任穷、陈赓

卢汉投共，又称盧漢叛變、卢汉倒戈，中國共產黨官方稱云南起义、昆明起义，是时任中华民国云南省主席卢汉在1949年策划并发动的一场倒戈。12月9日，卢汉通电全国，宣布投共，倒向剛成立的中华人民共和国政府。此后，中国人民解放军迅速进军云南，最终控制云南全境。

## 背景
徐蚌會戰后，中国人民解放军取得重大优势。1948年12月29日卢汉奉蒋中正电召乘飞机去南京接受指示，1949年1月12日返回昆明。卢汉估计国民政府还能坚持两三年。
1949年1月，中國人民解放軍桂滇黔邊縱隊（簡稱「邊縱」）成立（司令员庄田）。2月12日，昆明市民聽聞香港版金圓券被中央銀行昆明分行誤認是偽幣，紛紛前往擠兌，由於該行週六下午平時就不營業，該分行被砸烂哄抢。原警備處長李毓禎下令，逮捕群眾200餘人。盧漢被彙報激怒，立即驅車前往現場，親自審案，當場槍斃21人，造成昆明「南屏街大血案」，轟動一時。2月22日，新華社在陝北發出評論《警告殺人犯》，警告盧漢。
1949年4月21日，解放軍發動渡江战役，迅速攻陷南京。形勢發展之快，出乎盧漢意料之外，他感到雲南落入中共之手，為期不遠。龍雲已逃到香港，多次派人與盧漢聯絡，催促他儘快投共。因此他開始下定決心，準備倒戈。他一面通過聯繫中共雲南地下黨，加強聯絡邊縱和遊擊隊，派人到香港，北平與中共領導機關聯繫；另一方面派人與西康省政府主席劉文輝以及在成都之西南軍政副長官鄧錫侯、潘文華相約，在適當時候共同反蔣；同時，盧漢還開放一部分對親共言論的限制，允許昆明《正義報》發表毛澤東《論人民民主專政》，刊登一些新華社播發的新聞報導。他還對抗中央政府，如拒絕國軍和桂系部隊進入雲南境內，反對在雲南發行銀圓券，撤銷軍師團管區和警務處，停止徵兵征糧等。
卢汉感觉不願意雲南被奪的国民党蒋系、桂系的部队將會和卢汉展開對抗。卢汉进行以下工作：
- 扩充保安团队，掌握地方实力
- 成立绥靖公署，总揽了全省党、政、军大权，改组了军队，将国军调往边境，扩充保安军
- 经济上改革币制，接管国税，扣留金银
- 精减机构，拒绝美国援助，创造有利舆论
- 与中共及“边纵”密谋

龙云和卢汉发生意见分歧，龙云较为激进；卢汉则比较慎重。1949年8月14日，龍雲在香港接見記者時，表明自己與蔣中正決裂，宣佈倒戈。8月15日，黄绍竑、龙云、刘建绪等44人，在香港发表《我们对现阶段中国革命的认识与主张》之声明。香港各大報立即以大篇幅報導龍雲投共消息。這條消息衝擊盧漢，也震動國民政府。國府行政院長閻錫山主張即以武力解決雲南問題，代總統李宗仁下令指派桂系部隊入滇震懾。蔣中正則恐雲南落入中共之手，於8月24日由台灣飛重慶，迭電召盧漢赴重慶。
盧漢顧慮重重，怕被扣留，稱病不去，一拖再拖。蔣中正派侍從室主任俞濟時飛昆明，坐催盧漢赴渝，面商“國家安危”；再由西南軍政長官公署軍政長官張群給盧漢打電話，揚言中央將派兩個軍、60架飛機解決雲南問題。如果盧漢不到，後果不堪設想；如果盧漢到重慶，將由張群保證其安全。
盧漢無奈，派民政廳長楊文清、省府秘書長朱景暄代表他前去，向蔣中正陳述雲南實際情況及盧漢不能分身之理由。蔣要盧漢抱病前來面商，並說對盧漢如何器重。盧漢仍猶豫不決，其時國軍余程萬第二十六軍已由開遠向昆明移動；李彌第八軍已由四川瀘州向雲南前進，先頭部隊已到達宣威；劉伯龍第八十九軍由貴陽向雲南前進，先頭部隊已到達盤縣，形成對昆明包圍之勢。張群多次來電催促，表示將擔保安全。迫於形勢，盧漢於9月6日飛重慶。盧漢走後，昆明城實行宵禁，部隊官兵停止休假外出，高級軍政人員集中到昆明五華山省政府內辦公。

盧漢一到重慶，即向蔣提出辭職。蔣卻說：「有什麼困難，我都支持你。」盧受到蔣異乎尋常熱情接待，表示雲南問題交給盧漢全權處理，准許他把保安團擴編為兩個軍，軍費撥發現銀100萬元，武器、彈藥裝備陸續補充。然而作為條件，蔣向盧提出三條：一是取消雲南省參議會，二是逮捕100多人(附有名單)，三是要封親中共的報館和學校。蒋下令：
（1）解散省参议会；（2）查封親共的报刊、广播电台和学校；（3）逮捕地下共产党员和親共人士；（4）撤换民政厅长安恩溥。
盧漢考慮投共時機尚不成熟，因而答應。
9月8日下午，盧漢回到昆明，暗示共產黨人迅速轉移。9月9日，在昆明實行大逮捕，由軍統西南特區區長徐遠舉率領數十人執行任務，共逮捕數百人；同時解散省議會，查封部分報刊和學校。這就是所謂「九九整肅」事件。經審訊後，有100多人準備槍決，其餘大多判處3年至20年徒刑不等。軍統的保密局局長毛人鳳乃將處理人員名單報送盧漢要他立即批准。盧漢命令進行複審。11月初，代總統李宗仁路過昆明去香港，盧漢向李宗仁報告，要求從寬處理，李宗仁為拉攏盧漢，慨然應允。盧漢立即下令，奉李代總統面諭，整肅時所有被捕人員，准予一律釋放。這場風波，乃告結束。為避免生發事端，盧漢命楊文清代理省主席職務，自己稱病在家，暗中策劃和指揮。
11月初，解放軍向大西南進軍。到11月下旬，貴陽、重慶相繼易手。與此同時，邊縱在雲南相當活躍，控制很大一部分農村。盧漢一面停止徵兵征糧，制止國府情報人員活動，拒絕國府國防部、西南軍政長官公署等單位移駐昆明，並與邊縱加強聯繫；另一面又派人到香港、廣州與葉劍英聯繫，談判倒戈條件。同時卢汉還派人前往美国驻昆明领事馆，向美方寻求支持云南独立，但遭到美国政府拒絕。

## 投共过程

### 爆发
盧漢利用解放軍已迫近雲南的形勢，將余建勳第七十四軍和龍澤匯第九十三軍(兩個軍由雲南保安團隊擴編)調來昆明及其附近地區，準備倒戈。12月1日，他下令成立昆明警備司令部，加強治安管理，維持社會秩序。
12月4日，西南軍政長官張群飛來昆明，要把雲南建成反共基地。12月8日，蔣中正召集駐滇各軍軍長余程萬、李彌、龍澤匯等與張群去成都，面授機宜。卢汉即利用余程萬、李彌等離昆時機，抓緊佈置，並決定12月9日夜投共。
1949年12月9日下午7时，卢汉宴请美、英、法国领事，迷惑蒋中正的军政人员和情報人員。夜间10时，卢汉率领全省军政人员，在昆明通电全国，宣布云南投共。
通电后同意卢汉倒戈的有：
- 国防部西南公路运输司令部司令杨中平，副司令官长治、李慕郓，参谋长钟振国
- 第四十三补给区司令乐韶成，副司令卢泰坤、罗展
- 交通部第四运输处处长杨友柏
- 昆明区铁路局局长唐宇纵
- 审计部云南审计处处长鲁岱、代行科长王卫鹏
- 考试院云贵考铨处处长周锡年；外交部驻云南特派专员李国清
- 高等法院院长胡绩、首席检察官乔文萃
- 财政部盐务管理局局长李德、副局长关志澄
- 昆明国税局局长杨金海
- 昆明海关代理税务司徐学锄
- 中央银行昆明分行经理赵康节
- 第四区公路局局长尹隆举
- 侨务处处长李伟中
- 第五区电讯局局长肖阳勋、副局长黄宝灏
- 邮政管理局局长沈松舟等[來源請求]

### 扣押张群、李彌、余程萬

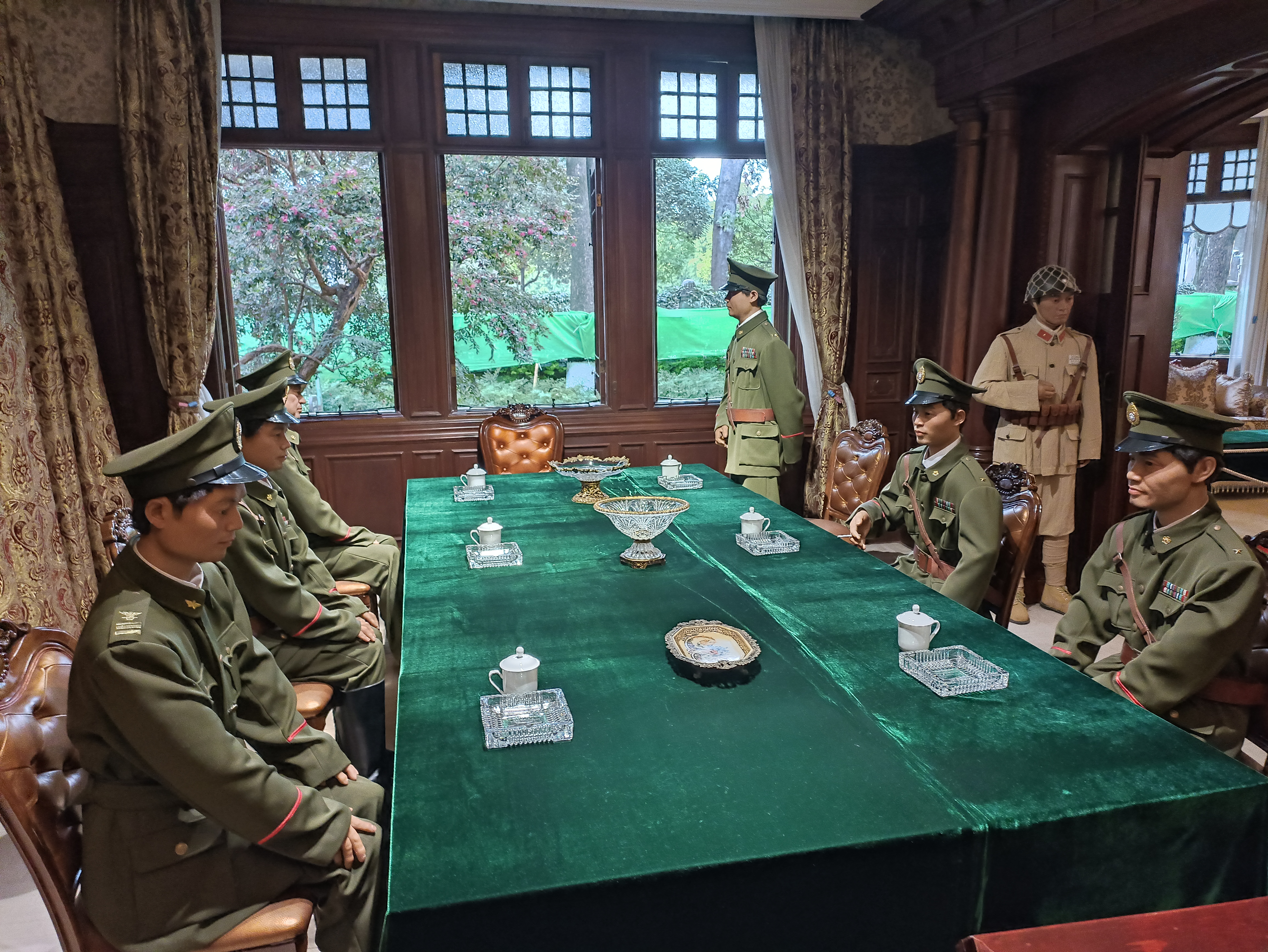
卢汉公馆会议室的场景还原

12月9日下午，張群、余程萬、李彌等又回到昆明。盧漢將張群單獨軟禁，並以張群名義發出通知，邀請中國國民黨中央駐滇軍事首腦於當晚9日在盧漢公館舉行緊急會議。出席會議有：第八軍軍長兼第六編練司令部司令李彌、第二十六軍軍長余程萬、憲兵司令部副司令兼西南憲兵區指揮李楚藩、西南憲兵區指揮區參謀長童鶴岑、空軍第五軍副司令沈延世、第一九三師師長石補天、雲南綏靖公署保防處處長沈醉等。人到齊後，盧漢警衛營長李青龍率領10多名警衛，扣押與會全部人員。晚上10時，盧漢在五華山雲南省政府主席辦公室宣佈投共，同時向全國通電告知，在五華山升起五星紅旗。

### 成立临时军政委员会
12月11日，中央人民政府主席毛澤東、中國人民解放軍總司令朱德覆電盧漢祝賀。盧漢投共後，雲南人民臨時軍政委員會成立，盧漢為主席，為省內臨時權力機關。

### 昆明战役
盧漢在雲南宣布投共，蔣中正指揮其部隊，圖在解放軍進入雲南前，將叛變鎮壓下去。蔣命令嫡系部隊進攻昆明，從12月16日起，國軍第8軍、第26軍等部三面包圍昆明，全面進攻，昆明戰役打響。盧漢派飛機轟炸尚在國軍控制下之蒙自、沾益機場，破壞國軍空中運輸、補給基地。中共地下組織全力動員戰鬥，阻止國軍。國軍一度進佔昆明機場，推進到昆明城邊，但為中共游擊勢力和倒戈部隊所阻擋。延至12月21日，國軍得知解放軍即將進抵昆明，乃紛紛撤退，昆明戰役持續一週後，以盧漢勝利告終。接著解放軍迅速進軍滇南、滇東，徹底控制雲南。部分國軍撤到緬甸，成為最早的泰緬孤軍。
1950年2月20日，陳賡、宋任窮率領解放軍進入昆明。2月22日，昆明拓東運動場舉行大會，陳賡宣佈從今天起已全面控制雲南。

## 脚注
1. ↑  . 生活新报.   [2021-07-12]. （原始内容存档于2021-08-07）.
2. ↑  台北《中央日报》1983年2月20日及《香港时报》同月21日的专栏载有周尔新所写《记取共匪窃夺云南的教训》："卢汉派林南园赴广州，与驻在香港的叶剑英直接谈判，提出四个投降条件：第一，保持卢在云南的军政地位；第二，云南的清算斗争从缓；第三，共军不开入云南；第四，在东北作战向“匪”军投降的云南部队六十军调返云南驻防。"纯属捏造，与事实不符。见证人是参考资料作者，也是当事人林毓棠/林南园
3. ↑  Acheson to Lutkins, November 22, 1949, NARA, RG 84, 350/Yunnan
4. ↑  Lutkins to Acheson, November 28, 1949, NARA, RG 84, 350/Yunnan
5. ↑  . 中時電子報. 2017-06-08  [2020-06-05]. （原始内容存档于2022-10-21） （中文（臺灣））.
6. ↑  陳筑君. . 端传媒. 2017-03-29  [2020-06-05]. （原始内容存档于2020-10-20） （中文（臺灣））.
7. ↑  林孝庭. . The News Len. 2017-04-10  [2020-06-05]. （原始内容存档于2022-02-07） （中文（臺灣））.
8. ↑   Hsiao-ting Lin. . Harvard University Press. 2016年 （中文（中国大陆））.
9. ↑  Lutkins to Acheson, November 21, 1949, NARA, RG 84, 350/Yunnan
10. ↑  Lutkins to Acheson, November 15, 1949, NARA, RG 84, 350/Yunnan; TUcker, ed., China Confidential, 67-68
11. ↑  卢国梅口述、李菁謄寫. . 《三联生活周刊》 (第16期). 2010年4月. 全文轉載於：. 云之南. 2019-12-16  [2021-08-18]. （原始内容存档于2021-02-06）.
12. 1 2 3  谢本书. . 民革中央. 2008-09-27  [2020-10-25]. （原始内容存档于2014-08-09）.